# 인터넷 익스플로러 7

인터넷 익스플로러 7의 워드마크

윈도우 인터넷 익스플로러 7(Windows Internet Explorer 7, IE7)은 마이크로소프트가 5년의 오랜 공백을 깨고 2006년 10월 18일에 공개한 웹 브라우저이다. 윈도우 XP, 윈도우 서버 2003, 윈도우 서버 2003 R2, 윈도우 비스타를 지원한다. 2009년 3월 19일부터는 인터넷 익스플로러 8으로 대체되었다.
윈도우 XP용은 2014년 4월 8일부터 윈도우 XP, 마이크로소프트 오피스 2003 그리고 윈도우 XP용 인터넷 익스플로러 8과 동시에 지원이 종료되었고, 윈도우 서버 2003, 윈도우 서버 2003 R2용은 2015년 7월 14일부터 윈도우 서버 2003, 윈도우 서버 2003 R2 그리고 윈도우 서버 2003, 윈도우 서버 2003 R2용 인터넷 익스플로러 8과 동시에 지원이 종료되었으며, 윈도우 비스타용은 2016년 1월 12일부터 윈도우 XP 임베디드, 윈도우 8과 윈도우 비스타, 윈도우 서버 2008, 윈도우 7, 윈도우 서버 2008 R2용 인터넷 익스플로러 8과 윈도우 7, 윈도우 서버 2008 R2용 인터넷 익스플로러 9 그리고 윈도우 7, 윈도우 서버 2008 R2, 윈도우 8용 인터넷 익스플로러 10과 동시에 지원이 종료되었다.

## 버전 역사

### 첫 발표
2004년에 마이크로소프트는 인터넷 익스플로러 7은 윈도우 비스타에만 제공될 것이라고 발표하였다.
그러나 파이어폭스와 오페라의 기술 발전으로 인터넷 익스플로러의 시장 점유율을 상당히 빼앗아 버리는 상황까지 치닫게 되자, 2005년에 마이크로소프트는 원래 윈도우 비스타에만 지원하려고 했던 인터넷 익스플로러 7을 윈도우 XP 등 다른 버전의 윈도우에도 제공하겠다고 기존 발표를 뒤집었다.

### 베타 버전
2005년 7월에 인터넷 익스플로러 7.0의 비공개 테스트 버전인 베타 1 이 발표되었고, 2006년 1월 첫 공개 테스트 버전 베타 2 미리보기 버전(베타 2 버전이 아님)이 발표되었다. 인터넷 익스플로러 7은 2006년 하반기에 발표되었으며 자세한 사항은 아래의 공식 버전을 참조하도록 한다.

### 공식 버전
인터넷 익스플로러 7의 공식 버전은 2006년에 공개되었다. 영문 버전의 경우 2006년 10월 18일에, 다른 언어판의 경우 2006년 11월에 공식 공개되었다. 그 가운데 한국어 버전은 11월 17일에 발표되었다.

## 설치 및 요구
인터넷 익스플로러 7은 윈도우 업데이트나 인터넷 익스플로러 홈페이지에서 내려 받을 수 있다.
설치를 위한 요구사항 외의 필요조건은 따로 있지 않으며 초기에는 정품 인증을 통해 정품의 윈도우가 설치되어 있어야 했으나 정품 인증 시스템을 제거하고 요구 사항에 맞는 운영체제면 설치가 가능하게 바뀌었다. 윈도우 비스타에서는 처음부터 인터넷 익스플로러 7이 설치되어 있으므로 따로 설치를 할 필요가 없다.

### 윈도우 비스타 이외의 시스템 요구 사항
마이크로소프트 웹사이트에 따르면 아래의 요구 사항은 최소 사양이며 더욱 많은 리소스를 필요로 할 수 있다고 명시하였다.
|                       | 필수 사양 | 권장 사양 |
| --------------------- | --- | --- |
| 프로세서              | 486/66MHz 이상의 프로세서 | 펜티엄 수준 프로세서 |
| 운영체제              | - 윈도우 XP 서비스 팩 2 - 윈도우 XP 프로페셔널 x64 에디션 - 윈도우 서버 2003 서비스 팩 1                                                    | 필수 사양과 같다. |
| 메모리                | - 윈도우 XP 서비스팩 2 : 64MB - 윈도우 서버 2003 서비스팩 1 : 64MB - 윈도우 XP x64 에디션 : 128MB - 윈도우 서버 2003 서비스팩1 ia64 : 128MB | - 윈도우 XP 서비스팩 2 : 128MB - 윈도우 서버 2003 서비스팩 1 : 128MB - 윈도우 XP x64 에디션 : 256MB - 윈도우 서버 2003 서비스팩1 ia64 : 256MB |
| 하드 디스크 여유 공간 | | |
| 드라이브              | CD-ROM (CD-ROM에서 설치할 경우) | 필수 사양과 같다. |
| 모니터                | 256색, 슈퍼 VGA(800×600 해상도) | |
| 비디오 카드           | 256색, 슈퍼 VGA 지원 | |
| 기타                  | 모뎀 등의 인터넷 접속 | |

## 사용
인터넷 익스플로러 7은 더 편리하고 새로운 사용자 인터페이스가 도입되었다. 기존의 인터넷 익스플로러 6 이하 사용자에게는 강력해진 보안, 새로워진 기능들로 인해 처음에는 쓰기 쉽지 않을 수도 있다. 그러나 익숙해지면 인터넷 익스플로러 7이 기존의 버전보다 더 편리하고 능숙하게 사용할 수 있다는 평가도 있다. 비스타 버전에만 제공될 예정이었던 버전답게 7 버전은 이전 버전에 비해 메모리를 조금 더 잡아 먹기도 하므로 낮은 사양의 컴퓨터에서는 오히려 속도가 느려지는 단점이 있을 수 있다. 설치도 윈도우 XP 서비스 팩 2 이하 버전(윈도우 95, 윈도우 98, 윈도우 98 SE, 윈도우 ME, 윈도우 NT 4.0, 윈도우 2000)은 지원하지 않는다. 장점으로는 메뉴가 기본으로 숨어져 있고(Alt 키로 다시 메뉴를 볼 수 있다), 지저분해 보였거나 잘 쓰이지 않는 아이콘들이 정리되어 있다는 것이다. 탭 브라우징 기능으로 여러 인터넷 창을 띄우지 않고 새로운 탭에다 띄워도 되므로 인터넷을 탐험하는 데에 더 효과적이다는 분석도 있다. 자세한 것은 아래의 기능을 읽어 보라.

### 기능
탭 브라우징, 국제화 도메인 지원, RSS 리더, 피싱 필터, 새로운 보안, 확대 기능이 지원되며 렌더링 엔진이 대폭 바뀌었다. 또한, 인터넷 옵션의 고급 탭에서 "인터넷 익스플로러 기본 설정 복구"의 원래대로 단추를 누르면 인터넷 익스플로러에서 사용자가 설치하였던 액티브엑스를 모두 삭제하고 사용자 초기값으로 되돌릴 수 있다. 인터넷 익스플로러의 실행에 문제가 있을 때에도 이 기능을 사용하면 큰 도움이 된다.
팝업 창을 사용하던 웹 사이트들이 윈도우 XP 서비스팩 2의 팝업 창 차단 기능은 넘어갈 수 있었다. 그러나 인터넷 익스플로러 7은 이보다 더 많이 변화되어 국내(대한민국) 웹 사이트들은 큰 혼란을 겪을 것으로 예상되었으나, 렌더링 오류의 개선 효과는 호환 모드가 아닌, 표준 모드에서 적용되었기 때문에 예상 밖으로 그다지 다른 문제는 없었다. 이제까지 많은 웹사이트에서 인터넷 익스플로러 7을 지원하기 위해 많은 노력을 기울였고, 지금은 호환성이 많이 개선되어 있다.

## 같이 보기
- 인터넷 익스플로러
- 파이어폭스